# Levitazione

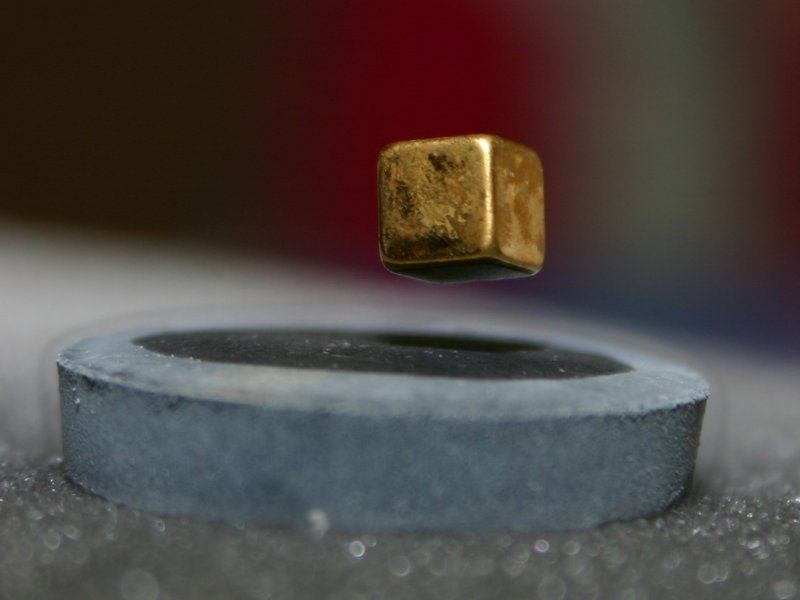
Un magnete (cubo dorato) in levitazione magnetica sopra un superconduttore raffreddato fino alla temperatura critica

La levitazione è il processo che mantiene un oggetto sollevato, in una posizione stabile, mediante una forza che contrasta la gravità applicata senza contatto fisico. Il termine levitazione viene anche sovente usato per indicare un presunto fenomeno paranormale per cui un oggetto o una persona si solleva in aria senza mezzi naturali apparenti. Infine, la levitazione è anche uno dei numeri comuni negli spettacoli degli illusionisti.
Il sollevamento in aria contro la legge di gravità può essere ottenuto in diversi modi, principalmente raggruppati in sistemi che sfruttano un mezzo gassoso e sistemi che dipendono dai campi magnetici o elettrici.
Tra gli esempi di levitazione prodotta da gas, si trovano i sistemi in cui dal basso vengono espulsi getti d'aria, come nella rotaia a cuscino d'aria senza attrito usata per gli esperimenti di fisica nelle scuole o nel piano di gioco dell'air hockey, sistemi in cui il gas viene espulso direttamente dall'oggetto sospeso, come negli hovercraft o negli aerei a decollo verticale e, infine, dai dispositivi basati sul principio di Bernoulli, come gli elicotteri o i giochi in cui una sfera rimane sospesa al centro di un cono in cui passa un getto di aria.
È possibile far levitare oggetti o organismi viventi immergendoli in potenti campi magnetici e sfruttandone le proprietà diamagnetiche. Un famoso esperimento di levitazione di un anfibio del genere Xenopus valse nel 2000 il goliardico premio IgNobel ad Andre Geim (a cui nel 2010 fu conferito il Premio Nobel per la Fisica per le scoperte sul grafene) e Michael Berry, due ricercatori, rispettivamente, della Radboud Universiteit di Nimega e dell'Università di Bristol.
Più interessante, per via dei suoi potenziali usi nel campo dei trasporti, è la levitazione indotta da campi magnetici su bobine di materiali superconduttori, alla base del funzionamento dei treni a levitazione magnetica.
Anche se intuitivamente parrebbe che un oggetto possa essere fatto levitare con l'uso di calamite orientate in modo da respingersi, il teorema di Earnshaw mostra chiaramente che non è possibile ottenere una configurazione stabile. Le centinaia di giochi basati su magneti usano sistemi in cui alcune parti restano in movimento rotatorio per compensare l'instabilità del sistema.

## Parapsicologia e religione
Nella parapsicologia, la levitazione rappresenterebbe una forma di psicocinesi. Questo presunto fenomeno accompagnerebbe spesso casi di medianità, quali la trance sciamanica, le infestazioni di fantasmi, il rapimento mistico, la stregoneria e la possessione. 
Nella cultura cristiana, la levitazione può rappresentare un miracolo divino o una condizione legata agli stati d'estasi (secondo le perizie raccolte dai padri Bollandisti: san Francesco d'Assisi, san Tommaso d'Aquino, santa Caterina da Siena, san Domenico di Guzmán, santa Teresa d'Avila, san Giovanni della Croce, san Francesco da Paola, sant'Ignazio di Loyola, san Filippo Neri, san Francesco Saverio, san Giuseppe da Copertino, sant'Alfonso Maria de' Liguori, santa Maria Maddalena de' Pazzi, san Pietro d'Alcantara, san Giuseppe Benedetto Cottolengo, san Bernardino Realino, san Giovan Giuseppe della Croce, santa Clelia Barbieri, santa Gemma Galgani, san Martin de Porres, santo Stefano d'Ungheria e altri). 
Secondo alcune culture orientali è possibile fluttuare in aria attraverso una intensa concentrazione. La levitazione di oggetti viene anche imputata ai poltergeist. In ogni caso, i summenzionati esperimenti di levitazione compiuti dai fisici non darebbero giustificazione di questi effetti paranormali, poiché i campi magnetici utilizzati, nell'ordine delle decine di migliaia di tesla, non possono essere prodotti sul nostro pianeta da fenomeni naturali.

## Illusionismo

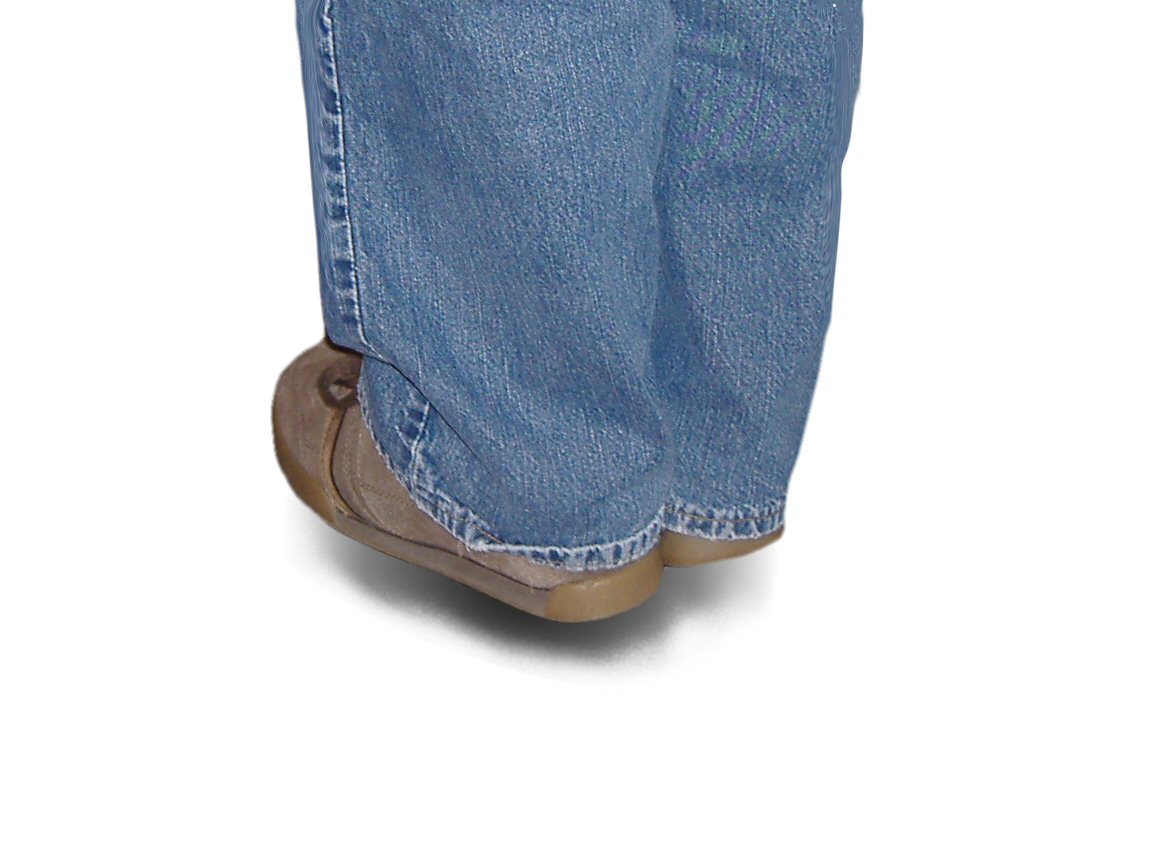
Levitazione di Balducci

Diversi illusionisti sono in grado di simulare, con diversi trucchi, la levitazione. Già nel 1832 un bramino indiano di nome Sheshal divenne celebre perché si mostrava apparentemente seduto in aria appoggiando semplicemente la mano su un bastone al suo fianco. In realtà al bastone (o sbarra), solidamente piantato per terra, era collegato perpendicolarmente un supporto nascosto nelle vesti del bramino sul quale egli si sedeva. Nell'ottobre del 2007 il numero dell'uomo seduto in aria è stato proposto davanti alla Casa Bianca dall'illusionista olandese Wouter Bijdendijk, conosciuto con il nome d'arte di Ramana. Altri esempi di levitazione nel campo dell'illusionismo sono il volo di David Copperfield, la levitazione di Balducci e la levitazione di King.